# (74503) Madola
(74503) Madola, connu provisoirement sous la désignation 1999 DN4, est un astéroïde de la ceinture principale découvert par l'astronome amateur québécois Denis Bergeron le 23 février 1999 à Val-des-Bois (Québec).
À la mi-2009, il a été officiellement nommé Madola par l'Union astronomique internationale, en l'honneur de Christian Marois (né en 1974), René Doyon (né en 1963) et David Lafrenière (né en 1978), qui ont développé des techniques et des instruments ayant permis la première photographie directe d'un système planétaire extrasolaire, consistant en trois planètes orbitant l'étoile HR 8799 dans Pégase.
Doyon était directeur de l'observatoire du Mont-Mégantic au Québec ; Marois et Lafrenière étaient des postdoctoraux à l'Institut Herzberg d'astrophysique et à l'université de Toronto.
C'est le deuxième astéroïde découvert par un astronome québécois à être nommé par l'Union astronomique internationale, le premier étant (45580) Renéracine, nommé en l'honneur de René Racine, et aussi découvert par Denis Bergeron.